# Olaberria
Olaberria is een gemeente in de Spaanse provincie Gipuzkoa in de regio Baskenland met een oppervlakte van 7 km². Olaberria telt 941 inwoners (1 januari 2016).